# نورت بوستون (نیویورک)
نورت بوستون (به انگلیسی: North Boston) یک منطقهٔ مسکونی در ایالات متحده آمریکا است که در شهرستان ایری، نیویورک واقع شده‌است. نورت بوستون ۱۰٫۶ کیلومتر مربع مساحت و ۲٬۵۲۱ نفر جمعیت دارد و ۲۵۱ متر بالاتر از سطح دریا واقع شده‌است.